# Chega (partito politico)
Chega (ufficialmente stilizzato in CHEGA!, lett. "Basta!") è un partito politico portoghese, descritto come di destra radicale o di estrema destra, di orientamento nazionalista e social-conservatore fondato nel 2019 da André Ventura, già esponente del Partito Social Democratico.

## Storia

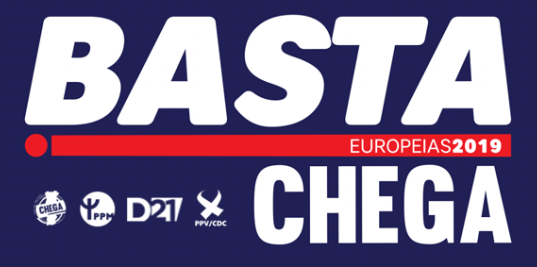
Logo della coalizione presentatasi alle europee del 2019

Si è presentato per la prima volta in occasione delle elezioni europee del 2019, quando ha concorso insieme al Partito Popolare Monarchico, a «Cittadinanza e Democrazia Cristiana» e al movimento «Democrazia 21»; l'alleanza, nota con lo slogan Basta!, ha ottenuto l'1,6% dei voti senza conseguire alcun seggio.
Alle legislative del 2019 il partito, concorrendo con proprie liste, ha ottenuto l'1,3% dei voti e un seggio, assegnato allo stesso Ventura (eletto nella circoscrizione di Lisbona).
Nel 2020, la stampa ha notato il "clima di guerriglia" prevalente all'interno del partito, frutto delle tensioni tra le diverse fazioni che lo compongono.
Nel febbraio 2020 il suo leader André Ventura annuncia la candidatura alle elezioni presidenziali del 24 gennaio 2021, cui è arrivato terzo con l'11,9% dei voti.

## Ideologia e posizioni

### Società
Chega sostiene l'ergastolo e la castrazione chimica per gli stupratori recidivi. Alcuni membri del partito sostengono anche la pena di morte per reati come il terrorismo o l'abuso di minori; in un referendum interno al partito del 2020 il 44% ha votato a favore.

## Critiche e controversie
Il partito è stato bersagliato da critiche per aver riutilizzato una versione leggermente modificata del motto del dittatore portoghese António de Oliveira Salazar "Deus, Pátria, Família" (Dio, Patria, Famiglia). Il partito è stato criticato per la presenza di sostenitori di Salazar tra le sue file.
Il Global Project against Hate and Extremism (GPAHE), una ONG americana specializzata nello studio dei movimenti estremisti, ha avvertito in un rapporto del 2023 che il Chega sarebbe un "partito anti-immigrati, anti-donne, anti-LGBT, anti-Rom, anti-musulmano e pro-teorie del complotto". L'organizzazione sottolinea anche che la presenza di numerosi suprematisti bianchi, identitari e neonazisti nelle file del partito. Un successivo articolo investigativo di GPAHE ha trovato prove di membri "più estremi" nel gruppo della Gioventù Chega, tra cui "suprematisti bianchi, fan dell'ex dittatore Antonio Salazar e simpatizzanti fascisti", tra cui il presidente della sezione di Coimbra João Antunes, il leader della sezione di Porto Francisco Araujo e la leader di Vila Nova de Famalicão Joana Pinto Azevedo.

## Risultati

### Elezioni presidenziali
| Anno | Candidato supportato | 1º Turno | 1º Turno   | 2º Turno | 2º Turno |
| Anno | Candidato supportato | Voti     | %          | Voti     | %        |
| ---- | -------------------- | -------- | ---------- | -------- | -------- |
| 2021 | André Ventura        | 496 653  | 11,9 (3.º) |          |          |

### Elezioni legislative
| Elezione         | Voti      | %     | Seggi    | Schieramento |
| ---------------- | --------- | ----- | -------- | ------------ |
| Legislative 2019 | 67 826    | 1,36  | 1 / 230  | Opposizione  |
| Legislative 2022 | 399 510   | 7,18  | 12 / 230 | Opposizione  |
| Legislative 2024 | 1 108 797 | 18,06 | 50 / 230 | Opposizione  |
| Legislative 2025 | 1,438,554 | 23,74 | 60 / 230 | Opposizione  |

### Elezioni europee
| Elezione                  | Voti    | %    | Seggi  |
| ------------------------- | ------- | ---- | ------ |
| Europee 2019a             | 49 496  | 1,60 | 0 / 21 |
| Europee 2024a             | 386,705 | 9,79 | 2 / 21 |
| a Nella coalizione Basta! |         |      |        |